# Коста Дончев
Коста Дончев е български общественик, политик и художник, представител на съвременната българска живопис.

## Биография
Константин Василев Дончев е роден на 21 април 1942 година в град Алфатар, област Силистра.

### Политик
- Kмет и първи секретар на община Алфатар в периода между 1971 г. и 1986 г. Номенклатурното му минало е разисквано по различни поводи в много статии и интервюта: критика и защита.[1]

- Инициатор и съучредител на клуб „Демократично обновление“ в Силистра[2]. През това време е директор на „Българска фотография“ в Силистра от 1986 г. до 1990 г. Предварителните сбирки се провеждат в един от складовете на предприятието.[3]

- Участва в учредителния конгрес на партия „Либералено-демократична алтернатива“ в София (30.11.1996 г.) с почетен председател доктор Желю Желев.[4]

### Общественик
Преди 10.11.1989 г., докато е кмет на община Алфатар и заемащ и длъжността председател на общинския съвет за култура инициира:
- издаване на общински вестник „Изгрев“
- създаване на местна арт-галерия
- изграждане на Алфатарския етнографски музей "Добруджанска къща" [5]
- пълната реставрация на църквата „Света Троица“ (една от най-старите в областта, с икони от тревненската школа).

След 10.11.1989 г.
- Създава собствена арт галерия „Константин“ в Силистра (първата частна галерия в областта), в която излага и до днес както свои, така и произведения на свои колеги художници от Силистра, София, Варна.[6][7]
- През първото десетилетие на демокрацията съчетава рисуването с публицистична, обществено-политическа дейност и активна гражданска позиция.
- През последното десетилетие се отдава основно на рисуването.

### Публицист
- Публикува статии, карикатури и интервюта в ред местни вестници. [8]
- Става съавтор в написването на История на Алфатар. [9]
- Публикува поредица от есета във вестник „Порт Силистра“ и вестник „Силистренска трибуна“. [10]

### Художник
От 1994 г. до днес участва в седем национални изложби.
Провежда десетки самостоятелни изложби в Силистра, София, Пловдив, Варна, Стара Загора и други, две в Румъния. През 2008 година прави изложба в Ню Йорк.
Участва в пленери в България и Румъния.
Прави оформления на заглавни страници и илюстрации на книги
Много от творбите му са собственост на колекционери от България, Франция, Германия, Италия, Великобритания, Гърция, Турция, Южна Корея, САЩ и други.
През дългия си творчески път експериментира с различни техники на изобразяване (маслени бои, акрилни бои, колажи, различни видове смесена техника).
Твори основно в областта на живописта. В творбите му се открояват основно две направления – абстракционизъм и модернистичен пейзаж.